# Palilula
Palilula (serbisch Палилула) ist ein Stadtbezirk und gleichnamiger Ortsteil von Belgrad in Serbien.

## Lage und Einwohner
Die Gemeinde gehört zur Metropolregion der Hauptstadt Belgrad. Sie hat unter den 17 Stadtteilen die größte Fläche und ist der nördlichste Bezirk. Laut dem Zensus von 2011 zählt Palilula 173.521 Einwohner.

## Geschichte
Die Gemeinde stammt aus der ersten Hälfte des 18. Jahrhunderts, als die Habsburgermonarchie das nördliche Serbien in den Jahren 1717 bis 1739 besetzte. Die Siedlung, als ein Vorort von Belgrad gebaut, hieß ursprünglich Karlstadt. Seit dem frühen 19. Jahrhundert wird Palilula überwiegend von Serben bewohnt. Im späten 19. Jahrhundert wurde Palilula ein Teil der kontinuierlich bebauten Fläche von Belgrad. Die Stadt besteht fast ausschließlich aus Wohngebiet mit vielen kommerziellen Einrichtungen.

## Bekannte Ortsteile
- Tašmajdan
- Borča
- Karaburma